# Maxime Dryon
Maxime Dryon, né le 10 août 1843 au Rœulx et décédé le 5 mars 1921 à Charleroi, fut un homme politique libéral belge.
Dryon fut industriel ; il fut élu sénateur de l'arrondissement de Charleroi-Thuin.

## Sources
- Liberaal Archief